# Potomci lidí
Potomci lidí (anglicky Children of Men) je britský katastrofický film z roku 2006, patřící do kategorie postapokalyptické sci-fi. Motivem filmu i jeho protagonistů je boj o přežití v postapokalyptickém světě, plném násilí a potažmo duel anarchie a zbylé humanity. Filmové zpracování vyniká některými velmi reálnými, nepřerušovanými scénami, točenými „z pohledu třetí osoby“. V hlavních rolích se představili Clive Owen a Julianne Moore.

## Děj
Film se odehrává v Londýně roku 2027. Zemi postihla velká katastrofa; z neznámého důvodu je lidská populace od roku 2009 sterilní a od tohoto roku se nenarodilo jediné dítě (film začíná zprávou o násilné smrti nejmladšího člověka planety). Lidé již mnoho let cítí strach z vlastního vyhynutí; zhroutila se drtivá většina zemí a zavládla anarchie. Jediným státem, který funguje, avšak s velkými problémy, je Velká Británie. Situace zde je však také zlá, bojují tu proti sobě nejrůznější gangy, násilí a náboženský fanatismus je na denním pořádku. Nelegální přistěhovalci jsou podřadnými lidmi a vládní ozbrojené složky je hromadně deportují.
Hlavní postavu, úředníka Theo Farona, kontaktuje jeho bývalá žena Julian Taylorová, šéfka ilegální organizace Ryby. Požádá ho o to, aby se pokusil získat cestovní povolení pro jistou nelegální přistěhovalkyni. Theovi se toto povolení podaří vymoci u svého vlivného bratrance, který z pověření vlády sbírá umělecké bohatství světa a zachraňuje ho tak před anarchií.
Theo, Julian, „běžka“ Kee a dva další členové Ryb Luke a Miriam se vydávají na cestu. Jejich auto je však přepadeno gangem, Julian je v přestřelce zabita a ostatní stěží vyváznou. Následně se koná na spřátelené farmě porada, kde je novým vedoucím Ryb zvolen Luke. Kee mezitím prozradí Theovi své tajemství – je těhotná. Theo náhodou vyslechne rozmluvu, ve které Luke oznamuje, že přepadení zinscenoval a vraždu Julian si objednal. Dál na nic nečeká a společně s Kee a Miriam prchá z farmy.
Jejich záměrem je nalodit se na Zítřek, který má údajně být součástí projektu na vyřešení neplodnosti a která má přistát u uprchlického tábora Bexhill. Do přelidněného tábora tvořeného uzavřeným městem se dostanou s pomocí vypočítavého policisty Syda. Záhy po příjezdu se Kee narodí dítě.
Následující den propuká v Bexhillu živelné povstání, zavládne všeobecný chaos a začínají boje rebelů s britskou armádou. V nastalém zmatku se Theo snaží dovést Kee k moři, z válečné zóny se dostanou jen díky tomu, že při pohledu na dítě jim vojáci umožní volný průchod. Nakonec oba dosáhnou vytouženého cíle a u bójky na moři čekají na příjezd lodi. Mezitím letectvo začne s bombardováním Behxillu ve snaze vzpouru rychle ukončit. Kee se dočká, avšak Theo se v důsledku utrpěných zranění sesouvá na dno loďky.

## Obsazení
| Clive Owen          | Theo Faron |
| Julianne Moore      | Julian     |
| Michael Caine       | Jasper     |
| Chiwetel Ejiofor    | Luke       |
| Danny Huston        | Nigel      |
| Peter Mullan        | Syd        |
| Charlie Hunnam      | Patric     |
| Claire-Hope Ashitey | Kee        |

## Ocenění a nominace
| Ocenění                                           | Kategorie                                      | Nominovaný                                                               | Výsledek  |
| ------------------------------------------------- | ---------------------------------------------- | ------------------------------------------------------------------------ | --------- |
| American Society of Cinematographers              | nejlepší kamera                                | Emmanuel Lubezki                                                         | vítězství |
| Australian Cinematographers Society               | nejlepší kamera                                | Emmanuel Lubezki                                                         | vítězství |
| Austin Film Critics Association                   | nejlepší film dekády                           |                                                                          | 5. místo  |
| Austin Film Critics Association                   | nejlepší režie                                 | Alfonso Cuarón                                                           | vítězství |
| Austin Film Critics Association                   | nejlepší adaptovaný scénář                     | Alfonso Cuarón, Timothy J. Sexton, David Arata, Mark Fergus a Hawk Ostby | vítězství |
| Austin Film Critics Association                   | nejlepší kamera                                | Emmanuel Lubezki                                                         | vítězství |
| Austin Film Critics Association                   | nejlepší film dekády                           |                                                                          | 9. místo  |
| Black Reel Awards                                 | nejlepší mužský herecký výkon ve vedlejší roli | Chiwetel Ejiofor                                                         | nominace  |
| Black Reel Awards                                 | nejlepší ženský herecký výkon ve vedlejší roli | Clare-Hope Ashitey                                                       | nominace  |
| Cena Saturn                                       | nejlepší sci-fi film                           |                                                                          | vítězství |
| Cena Saturn                                       | nejlepší režie                                 | Alfonso Cuarón                                                           | nominace  |
| Cena Saturn                                       | nejlepší mužský herecký výkon v hlavní roli    | Clive Owen                                                               | nominace  |
| Central Ohio Film Critics Association             | nejlepší film                                  |                                                                          | vítězství |
| Central Ohio Film Critics Association             | nejlepší režie                                 | Alfonso Cuarón                                                           | nominace  |
| Central Ohio Film Critics Association             | nejlepší adaptovaný scénář                     | Alfonso Cuarón, Timothy J. Sexton, David Arata, Mark Fergus a Hawk Ostby | nominace  |
| Central Ohio Film Critics Association             | nejlepší mužský herecký výkon v hlavní roli    | Clive Owen                                                               | vítězství |
| Dallas-Fort Worth Film Critics Association Awards | nejlepší kamera                                | Emmanuel Lubezki                                                         | 2. místo  |
| Filmová cena Britské akademie                     | nejlepší kamera                                | Emmanuel Lubezki                                                         | vítězství |
| Filmová cena Britské akademie                     | nejlepší výprava                               | Jim Clay, Geoffrey Kirkland, and Jennifer Williams                       | vítězství |
| Filmová cena Britské akademie                     | nejlepší vizuální efekty                       | Frazer Churchill, Tim Webber, Mike Eames a Paul Corbould                 | nominace  |
| Chicago Film Critics Association Awards           | nejlepší kamera                                | Emmanuel Lubezki                                                         | vítězství |
| London Critics Circle Film Awards                 | nejlepší britský film                          |                                                                          | nominace  |
| London Critics Circle Film Awards                 | nejlepší režie                                 | Alfonso Cuarón                                                           | nominace  |
| London Critics Circle Film Awards                 | objev roku                                     | Clare-Hope Ashitey                                                       | nominace  |
| Los Angeles Film Critics Association Awards       | nejlepší kamera                                | Emmanuel Lubezki                                                         | vítězství |
| Los Angeles Film Critics Association Awards       | nejlepší výprava                               | Jim Clay, Geoffrey Kirkland a Jennifer Williams                          | nominace  |
| New York Film Critics Circle Awards               | nejlepší kamera                                | Emmanuel Lubezki                                                         | nominace  |
| Online Film Critics Society Awards                | nejlepší film                                  |                                                                          | nominace  |
| Online Film Critics Society Awards                | nejlepší režie                                 | Alfonso Cuarón                                                           | nominace  |
| Online Film Critics Society Awards                | nejlepší adaptovaný scénář                     | Alfonso Cuarón, Timothy J. Sexton, David Arata, Mark Fergus a Hawk Ostby | vítězství |
| Online Film Critics Society Awards                | nejlepší kamera                                | Emmanuel Lubezki                                                         | vítězství |
| Online Film Critics Society Awards                | nejlepší střih                                 | Alfonso Cuarón a Álex Rodríguez                                          | nominace  |
| Oscar                                             | nejlepší kamera                                | Emmanuel Lubezki                                                         | nominace  |
| Oscar                                             | nejlepší adaptovaný scénář                     | Alfonso Cuarón, Timothy J. Sexton, David Arata, Mark Fergus a Hawk Ostby | nominace  |
| Oscar                                             | nejlepší střih                                 | Alfonso Cuarón a Álex Rodríguez                                          | nominace  |
| Utah Film Critics Association Awards              | nejlepší režie                                 | Alfonso Cuarón                                                           | vítězství |
| Vancouver Film Critics Circle                     | nejlepší film                                  |                                                                          | vítězství |
| Vancouver Film Critics Circle                     | nejlepší režie                                 | Alfonso Cuarón                                                           | vítězství |